# Bipinnula gibertii
Bipinnula gibertii é uma espécie de orquídeas geófitas, família Orchidaceae, que até alguns anos atrás acreditava-se existir apenas no Uruguai mas que já foi encontrada também no Estado do Rio Grande doSul, no Sul do Brasil.  São plantas terrestres ou humícolas, de crescimento sazonal e floração no começo da primavera, e que passam por período de dormência quando apenas subsistem suas raízes fasciculadas e mais ou menos tuberosas, resistentes às secas prolongadas e mesmo a incêndios. Apresentam pseudocauleherbáceo, com apenas uma flor apical, cujas sépalas e pétalas muito diferem entre si; as sépalas laterais são estreitas e na extremidade alargam-se terminando em uma espécie de franja que lembra uma pluma.

## Publicação e sinônimos
- Bipinnula gibertii Rchb.f., Linnaea 41: 51 (1876).